# 1884 dans les chemins de fer
chronologie des chemins de fer
1883 dans les chemins de fer - 1884 - 1885 dans les chemins de fer

## Évènements
Création de la Compagnie des chemins de fer régionaux des Bouches-du-Rhône, filiale de la filiale de la Société de construction des Batignolles.

### Janvier
- 25 janvier, Espagne : constitution à Madrid, devant notaire, de la Compañia del Ferrocarril de Zafra a Huelva au capital de 28 millions de pesetas.

### Avril
- 10 avril, France : mise en service de la gare de Montauban-Ville-Bourbon.

### Mai
- 3 mai, France : ouverture des sections Banassac-Mende et Le Monastier-Marvejols du chemin de fer Séverac le Château - Mende - Marvejols. (compagnie du Midi)

- 20 juillet.  France :   achèvement de la ligne Mézidon - Trouville-Deauville avec l'ouverture de la section centrale entre Dives-Cabourg et Beuzeval-Houlgate.

### Août
- 16 août, Suisse : ouverture de la ligne de Tavannes à Tramelan (Compagnie du chemin de fer de Tavannes à Tramelan)

### Septembre
- 15 septembre, France : mise en service de la section de Mont-Dauphin à Briançon (avec les stations intermédiaires de La Roche et Prelles), dernière section de la ligne de Gap à Briançon de la Compagnie des chemins de fer de Paris à Lyon et à la Méditerranée (PLM)[1],[2].